# Kita, Ōsaka
Kita (北区 Kita-ku) là quận thuộc thành phố Ōsaka, tỉnh Ōsaka, Nhật Bản. Tính đến ngày 1 tháng 10 năm 2020, dân số ước tính của quận là 139.376 người và mật độ dân số là 13.000 người/km2. Tổng diện tích của quận là 10,34 km2.